# Elatostema burmanicum
Elatostema burmanicum là loài thực vật có hoa trong họ Tầm ma. Loài này được (Hook.f.) Hallier f. mô tả khoa học đầu tiên năm 1896.